# (100243) 1994 PO37
(100243) 1994 PO37 es un asteroide perteneciente al cinturón de asteroides, descubierto el 10 de agosto de 1994 por Eric Walter Elst desde el Observatorio de La Silla, Chile.

## Designación y nombre
Designado provisionalmente como 1994 PO37.

## Características orbitales
1994 PO37 está situado a una distancia media del Sol de 2,333 ua, pudiendo alejarse hasta 2,906 ua y acercarse hasta 1,761 ua. Su excentricidad es 0,245 y la inclinación orbital 1,860 grados. Emplea 1302 días en completar una órbita alrededor del Sol.

## Características físicas
La magnitud absoluta de 1994 PO37 es 16,2.